# Klaudia Medlová
Klaudia Medlová (Liptovský Mikuláš, 28 ottobre 1993) è una snowboarder slovacca.

## Palmarès

### Mondiali
- 1 medaglia:
  - 1 bronzo (slopestyle a Kreischberg 2015)

### Mondiali juniores
- 1 medaglia:
  - 1 bronzo (big air a Cardrona 2010)

### Coppa del Mondo
- Miglior piazzamento nella Coppa del Mondo generale di freestyle: 2ª nel 2015
- Miglior piazzamento nella Coppa del Mondo di slopestyle: 2ª nel 2015
- Miglior piazzamento nella Coppa del Mondo di big air: 3ª nel 2015 e nel 2019
- 8 podi:
  - 1 secondo posto
  - 7 terzi posti